# PDCL
PDCL (англ. Phosducin like) – білок, який кодується однойменним геном, розташованим у людей на короткому плечі 9-ї хромосоми. Довжина поліпептидного ланцюга білка становить 301 амінокислот, а молекулярна маса — 34 282.
| 10         |  | 20         |  | 30         |  | 40         |  | 50         |
| ---------- |  | ---------- |  | ---------- |  | ---------- |  | ---------- |
| MTTLDDKLLG |  | EKLQYYYSSS |  | EDEDSDHEDK |  | DRGRCAPASS |  | SVPAEAELAG |
| EGISVNTGPK |  | GVINDWRRFK |  | QLETEQREEQ |  | CREMERLIKK |  | LSMTCRSHLD |
| EEEEQQKQKD |  | LQEKISGKMT |  | LKEFAIMNED |  | QDDEEFLQQY |  | RKQRMEEMRQ |
| QLHKGPQFKQ |  | VFEISSGEGF |  | LDMIDKEQKS |  | IVIMVHIYED |  | GIPGTEAMNG |
| CMICLAAEYP |  | AVKFCKVKSS |  | VIGASSQFTR |  | NALPALLIYK |  | GGELIGNFVR |
| VTDQLGDDFF |  | AVDLEAFLQE |  | FGLLPEKEVL |  | VLTSVRNSAT |  | CHSEDSDLEI |
| D          |  |            |  |            |  |            |  |            |

A: Аланін

C: Цистеїн

D: Аспарагінова кислота

E: Глутамінова кислота

F: Фенілаланін

G: Гліцин

H: Гістидин

I: Ізолейцин

K: Лізин

L: Лейцин

M: Метіонін

N: Аспарагін

P: Пролін

Q: Глутамін

R: Аргінін

S: Серин

T: Треонін

V: Валін

W: Триптофан

Кодований геном білок за функціями належить до шаперонів, фосфопротеїнів. 
Задіяний у таких біологічних процесах, як ацетилювання, альтернативний сплайсинг. 